# Caecum rostratum
Caecum rostratum is een slakkensoort uit de familie van de Caecidae. De wetenschappelijke naam van de soort is voor het eerst geldig gepubliceerd in 1881 door de Folin.